# Louise Vind Nielsen
Louise Vind Nielsen (født 1984) er en dansk billedkunstner, der arbejder konceptuelt med lyd, video og performance. Vind Nielsens værker er udstillet og vist i bl.a. Tyskland, Norge og Danmark. I 2013 dimitterede hun fra Det Det Jyske Kunstakademi med det kollektive radioværk "Den midlertidige radio for frisk luft og en verden med færre mure". Vind Nielsen studerede i 2011-2012 på Hochschule für bildende Künste Hamburg ved professor Michaela Melian.

## Den Midlertidige Radio for Frisk Luft og en Verden med Færre Mure
Vind Nielsens afgangsværk var en levende installation bestående af radioudstyr og et byggestillads, hvorfra hun sammen med et kollektiv af internationale og lokale kunstnere sendte live FM-radio over fire dage fra Kunsthal Aarhus. Eksempelvis radioværkerne: Stop-Working Radio while you work slowly (or) Radio to help you stop working et forsøg på af nedsætte produktionstempoet gennem radio, og About breaking in - and breaking out (and) Strategies against architecture, en udsendelse for de indsatte i Århus Arresthus. I forbindelse med udstillingen skriver kurator Rhea Dall: "Nielsens værker finder [...] sted i det mellemrum, hvor vores normer tilspørges, og hvor andre virkelighedsfiltre – herunder radiobølger – kan bruges til at skabe nye fællesskaber på tværs af de synlige og usynlige mure, som ellers adskiller os."

## I am positive you are negative
I 2016 blev Vind Nielsens videoværk "I am positive you are negative", et kommissionsarbejde for Statens Kunstfond, vist på DR-K. Om værket skriver Mathias Kryger: "Hvordan er det at være fri? Hvordan føles det at svæve? Louise Vind Nielsen tager i sin film udgangspunkt i samtaler med en række personer, som søger eller har fået asyl i Danmark. Disse mennesker fortæller om forestillinger, følelser konkrete erfaringer omkring fænomenet at flyve eller svæve. Spørgsmålet om frihed og om muligheden for den frie bevægelighed sættes i filmen i kontrast til klaustrofobiske zoom-billeder fra flygtningelejren Center Sandholm."

## Værker
- If only I could fuck myself - Milky way (2021)
- Ventilation (2020)
- Ler (2020)
- Mælkevejen (2019)
- Inde i mit hoved, så er den mørkerød (2019)
- Menneskelig Metronom (2019)
- This tape machine destroys time (2019)
- Human Amplifier / Menneskelig Forstærker (2018)
- Tunge læser Philomela (2017)
- I am positive you are negative (2016)
- Den Midlertidige Radio for Frisk Luft og en Verden med Færre Mure (2013)
- Ventilation - Et værk i syv cirkler (2011)
- I see a tree (2010)
- Defining dog (2008)
- Umuligt Instrument (2008-2014)
- Dissektion (2008)

## Udgivelser
- 2021 "This tape machine destroys time - Human Tape Machine" - Båndudgivelse (Katalognr.: LVN_21001)
- 2019 “Tongue reads Philomela” - Båndudgivelse kurateret af Julia Katharina Thiemann - EPISODE, Ludwigshafen, Tyskland
- 2019 "How to listen to pillars and things" Radikal Unsichtbar (Katalognr.: RU_19001)
- 2019 "This tape machine destroys time - Human Tape Machine" - Lydudgivelse kurateret af MAGIA Records, København
- 2019 "The music stops, and now… What’s that?" - Vinylpladeudgivelse kurateret af Research and Waves, Berlin
- 2016 "Den Dag Pade Døde"  - Båndudgivelse
- 2015-16: "Radikal Unsichtbar - Centre for Collective Learning and Radical Listening" (ISBN 978-87-998128-0-6)